# طواف هاينان
طواف هاينان (بالإنجليزية: Tour of Hainan)‏ هو سباق دراجات هوائية،  من صنف سباق المرحلة ‏،  يُقام في من كل عام،  وقد أُقيم أول موسم منه في 2006 في الصين.

## قائمة الفائزين
| السنة | الفائز                       | الثاني                    | الثالث               |
| ----- | ---------------------------- | ------------------------- | -------------------- |
| 2006  | Sergey Kolesnikov (cyclist) ‏ | ساتوشي هايروز             | يوشيوكي أبي          |
| 2007  | Robert Radosz ‏               | رومان كيلموف              | Pascal Hungerbühler ‏ |
| 2008  | Boris Shpilevsky ‏            | ديفيد ماكان               | Błażej Janiaczyk ‏    |
| 2009  | فرانسيسكو فينتوسو            | قريقا بولي                | Vitaliy Buts ‏        |
| 2010  | Valentin Iglinsky ‏           | جوني ووكر                 | أليكسي ماركوف        |
| 2011  | Valentin Iglinsky ‏           | ريناردت جانس فان رينسبورغ | الكسندر شميت‏         |
| 2012  | ديمتري غروزديف               | Valentin Iglinsky ‏        | توبياس لودفيجسون     |
| 2013  | مورينو هوفلاند               | Frédéric Amorison ‏        | Tom Leezer ‏          |
| 2014  | جوليان أنتومارشي             | نيكولو بونيفازيو          | أندري زيتز           |
| 2015  | ساشا مودولو                  | أندري زيتز                | جوليان الفارس        |
| 2016  | أليكسي لوتزينكو              | Przemysław Niemiec ‏       | ماتج موهوريك         |
| 2017  | Jacopo Mosca ‏                | بنجامين براديس            | Emīls Liepiņš ‏       |
| 2018  | فوستو ماسنادا                | Gino Mäder ‏               | جوليان الفارس        |
| 2023  | أوسكار سبييا ريبيرا          | Sebastian Berwick ‏        | جيمس بيكولي          |
| 2024  | آرون جيت                     | هنوك مولوبرهان ‏           | Filippo Magli ‏       |

## وصلات خارجية
- الموقع الرسمي
- لمحة عن سباق طواف هاينان على موقع  ProCyclingStats   (برو  سايكلنج  ستاتس) - إحصاءات  محترفي  الدراجات.

- طواف هاينان على موقع إحصائيات الدراجات الإحترافية (الإنجليزية)